# Hilongos
Hilongos es un municipio filipino de segunda clase, perteneciente a la provincia de Leyte, en las Bisayas Orientales.

## Historia
Hacia mediados del siglo XIX, el lugar, que por entonces aglutinaba también los de Hindang, Bato, Matalom y Cajagnaan, tenía contabilizada una población total de 12 457 habitantes, repartidos en 2076 casas. Aparece descrito en el segundo volumen del Diccionario geográfico, estadístico, histórico de las Islas Filipinas (1851) de Manuel Buzeta Núñez y Felipe Bravo con las siguientes palabras:

HILONGOS: pueblo, que forma jurisd. civil y ecl. con los de Indang, Bato, Maalon y Cajagnaan, en la isla y prov. de Leyte, dióc. de Cebú; hállase sit. en los 128° 19' long., 10° 19' 30" lat., en terreno llano, sobre la costa O. de la isla: disfruta de buena ventilacion, y clima templado y saludable. Tiene con sus barrios y anejos como unas 2,076 casas, en general de sencilla construccion, distinguiéndose, como mas notables, la casa parroquial y la de comunidad, llamada tambien tribunal ó de justicia, donde se halla la cárcel. Hay escuela de primeras letras, dotada de los fondos de comunidad, á la cual concurren muchos alumnos; é igl. parr. de buena fábrica, servida por un cura secular. Próximo á esta se halla el cementerio, el cual es bastante capaz y ventilado. Comunícase este pueblo con sus inmediatos por medio de caminos bastante descuidados, y recibe de Catbalogan, cab. de la prov., el correo de dentro y fuera de la isla en dias indeterminados. El term. confina por N. con el de Palompon (á 8 ½ leg.); por S. con el de Maasin (á 7 leg.); por E. con el mar (á 10 leg.), y por O. tambien con el mar sobre cuya costa se halla. El terreno es montuoso y muy fértil; hallándose regado por varios riach., que le hacen aun mas productivo. Sus montes abundan en maderas de varias clases; y en los mismos se recoje miel, cera y brea; habiendo ademas mucha caza mayor y menor. En la parte reducida á cultivo las principales prod. son arroz, maiz, abacá, cacao, pimienta, tabaco, algodon, etc. ind.: la agrícola, la fabricacion de algunas telas de algodon y abacá, la caza y la pesca. El com. consiste en la esportacion del sobrante de estas prod., despues del necesario consumo de sus naturales, y la importacion de algunos de los que carecen. pobl. 12,457 alm. 2,370 trib., que ascienden á 23,700 rs. plata, equivalentes á 59,250 rs. vn.
(Buzeta y Bravo, 1851, pp. 77-78)

En 2020, tenía censados 64 514 habitantes.